# Лејквуд (Висконсин)
Лејквуд (енгл. Lakewood) насељено је место без административног статуса у америчкој савезној држави Висконсин.

## Демографија
По попису из 2010. године број становника је 323.
| Група             | 2000.    | 2010.       |
| Белци             | 0 (0,0%) | 307 (95,0%) |
| Афроамериканци    | 0 (0,0%) | 1 (0,3%)    |
| Азијати           | 0 (0,0%) | 1 (0,3%)    |
| Хиспаноамериканци | 0 (0,0%) | 2 (0,6%)    |
| Укупно            | 0        | 323         |